# Businessman
''''' é um filme indiano dirigido por Puri Jagannadh e lançado em 2012.